# HDR-видео
HDR-видео (англ. High Dynamic Range Video, в переводе с англ. — «видео с расширенным динамическим диапазоном») — это технология отображения яркости и цветов в видео, которая появилась в 2014 году.
Она противопоставляется стандартному динамическому диапазону (SDR), который стал термином для более старой технологии. HDR дает возможность представить значительно более яркие блики, более тёмные тени, больше деталей и более красочные цвета по сравнению с тем, что было возможно ранее. HDR позволяет лучше использовать яркость, контрастность и цветовые возможности HDR-совместимых дисплеев (телевизора, мобильного устройства, реже — монитора). Технология не увеличивает возможности дисплея, и не все дисплеи с HDR имеют одинаковые возможности. Поэтому HDR-контент будет выглядеть по-разному в зависимости от используемого дисплея.
HDR10, HDR10+, Dolby Vision и HLG — распространенные форматы HDR-видео.

## Описание
До появления HDR улучшение качества изображения на дисплеях обычно достигалось за счет увеличения количества и плотности пикселей (разрешения) и частоты кадров дисплея. В отличие от этого, HDR улучшает воспринимаемую достоверность самих отдельных пикселей. Стандартный динамический диапазон (SDR) по-прежнему основан на характеристиках старых электронно-лучевых трубок (ЭЛТ) и ограничен ими, несмотря на огромный прогресс в технологиях экранов и дисплеев, произошедший после выхода ЭЛТ из употребления. HDR нацелен на преодоление этих ограничений.
Форматы SDR способны представить максимальный уровень яркости около 100 нит. Для HDR это число увеличивается как минимум до 1000 нит, а в некоторых случаях и до 10 000 нит. HDR также позволяет отображать более низкие (то есть более темные) уровни черного и более насыщенные (то есть более красочные) цвета. Наиболее распространенные форматы SDR ограничены гаммой Rec. 709/sRGB, в то время как распространенные форматы HDR используют Rec. 2100, которая является широкой цветовой гаммой (WCG).
На практике HDR не всегда используется на пределе своих возможностей. Содержание HDR часто ограничено пиковой яркостью 1000 или 4000 нит и цветами DCI-P3, даже если они хранятся в форматах, способных на большее. Создатели контента могут выбирать, в какой степени использовать возможности HDR. Они могут ограничить себя пределами SDR, даже если контент поставляется в формате HDR.
Преимущества HDR зависят от возможностей дисплея, которые различны. Ни один современный дисплей не способен воспроизвести максимальный диапазон яркости и цветов, которые могут быть представлены в форматах HDR.

### Преимущества
- Блики (то есть самые яркие части изображения) могут быть ярче, красочнее и детальнее. Больший потенциал яркости может быть использован для увеличения яркости небольших участков без увеличения общей яркости изображения, что приводит, например, к ярким отражениям от блестящих объектов, ярким звездам в темной ночной сцене, ярким и красочным объектам, излучающим свет (например, огонь и закат)[7].
- Тени/свет (то есть самые темные части изображения) могут быть более темными и детализированными[3].
- Красочные части изображения могут быть еще более красочными (если используется WCG)[2].

### Технологии
В качестве величины для сравнения шкала измерения диапазона имеет стандартный динамический диапазон (англ. Standard Dynamic Range, или SDR), включающий яркости от 0,1 кд/м² (нит, англ. nit) до 100 кд/м² и цветовое пространство Rec. 709 / sRGB.
Современные стандарты HDR-видео иногда предполагают диапазоны значений яркости, значительно превосходящие SDR, что допускает наличие промежуточных стандартов с диапазоном выше SDR, но не соответствующих минимальным требованиям HDR, однако общепризнанного названия для них не существует.
На тесно связанном с производством видеоконтента рынке компьютерных дисплеев международная ассоциация Video Electronics Standards Association (VESA) разработала стандарты для HDR-мониторов, среди которых минимальным для HDR является способность экрана стабильно отображать яркость в диапазоне от 0,4 до 400 кд/м². Значение контраста в этом случае составляет 1000:1, что соответствует значению некоторых устройств SDR и, в этом случае можно говорить о смещении диапазона в более высокие значения, а не о его расширении.
Диапазон между минимальным и максимальным значениями яркости в кд/м² (канделы на квадратный метр или свечи на квадратный метр) иногда указывают в технических характеристиках телевизора, монитора или видеокамеры в виде текста, но чаще в виде числа. В качестве единицы измерения динамического диапазона изображения используют принятую в фотоиндустрии ступень экспозиции, также называемый «шаг» или «стоп» на шкале экспозиционных чисел (сокращённо EV, от англ. Exposure Value). Увеличение на 1 стоп означает двукратный рост количества света, поступающего на сенсор камеры. Реже используется система, в которой 1 стоп равен десятикратному увеличению (измерение в децибелах). Соответственно, при измерении динамического диапазона яркости в "стопах" (ступенях), их количество отсчитывается от минимального значения экспозиционного числа (количества света, попадающего на матрицу камеры, значения яркости) умножением значения на 2 при смещении на 1 ступень. Таким образом, динамическому диапазону в 10 "стопов" соответствует значение контраста видео 1:1024 ({\displaystyle 2^{10}}). Это соотношение показывает разницу между яркостью самого тёмного фрагмента изображения и самого яркого, которые видеокамера может зафиксировать, а дисплей или телевизор отобразить. Все значения яркости ниже минимального значения устройства отображают на экране чёрным цветом, а все значения выше максимального белым цветом. 
Формально минимальным диапазоном яркостей для HDR-видео является величина, превышающая SDR, то есть шире, чем от 0,1 кд/м² до 100 кд/м² или ≥10 «стопов» экспозиции. При этом возможно использование цветового пространства стандартного динамического диапазона Rec. 709 / sRGB. Для расширения диапазона яркости SDR и использования широких цветовых гамм (например, Rec. 2020 или Rec. 2100) желательна большая глубина цвета — 10 или 12 бит, но существуют форматы HDR-видео со стандартными для SDR глубиной цвета 8 бит и цветовой палитрой Rec. 709, в частности SL-HDR1 (Technicolor HDR) .
При выборе формата HDR-видео, помимо технических характеристик получаемых изображений, производители электроники и создатели видеоконтента принимают во внимание стоимость использования технологии, её распространённость на рынке, совместимость с другими видеоустройствами, а также лицензионные требования к распространению полученной видеопродукции.
|                                                   | Dolby Vision         | HDR10       | HDR10+                         | HLG10 (HLG) | HDR Vivid    |
| ------------------------------------------------- | -------------------- | ----------- | ------------------------------ | ----------- | ------------ |
| Компания-разработчик                              | Dolby                | CTA         | Samsung                        | NHK, BBC    | CUVA         |
| Год создания                                      | 2014                 | 2015        | 2017                           | 2015        | 2020         |
| Передаточные функции                              | PQ, HLG              | PQ          | PQ                             | HLG         | PQ, HLG      |
| Глубина цвета, бит                                | 10 или 12            | 10          | 10                             | 10          | 10           |
| Максимальное количество оттенков цветов, млрд     | 68,72                | 1,07        | 1,07                           | 1,07        | 1,07         |
| Тип метаданных                                    | динамические         | статические | динамические                   | отсутствуют | динамические |
| Технически достижимая максимальная яркость, кд/м² | 10 000               | 4 000       | 4 000                          | 4 000       | 4 000        |
| Стоимость для производителя устройств             | за каждое устройство | бесплатный  | за лицензию на много устройств | бесплатный  | нет данных   |

Для получения HDR-видео необходимо снимать, кодировать, хранить, обрабатывать, декодировать и воспроизводить материал в соответствующем стандарте HDR. На выставке CES 2018 компания Sony представила первую модель телевизора, способного воспроизводить максимальную яркость современных стандартов HDR-видео в 10 000 кд/м² .

### Вычислительное видео
В смартфоне Apple iPhone Xs впервые была использована технология EDR (Extended Dynamic Range), позволяющая, используя один сенсор, за счёт последовательной съёмки двух кадров, полученных с разными ISO, после их объединения получать видео с расширенным динамическим диапазоном. Такое изображение, в отличие от большинства форматов HDR, можно просматривать на SDR-дисплеях, в то же время получая преимущества сохранения деталей как на тёмных участках кадра с более высоким ISO, так и на ярких участках за счёт кадра с более низким ISO. В то же время использование технологии EDR на HDR-дисплеях позволяет сохранить ещё больше информации снимаемого изображения, совмещая высокие характеристики динамического диапазона экрана с преимуществами EDR-алгоритмов объединения нескольких кадров, сделанных с разной светочувствительностью.